# Plastic Tree Tribute〜Transparent Branches〜
『Plastic Tree Tribute〜Transparent Branches〜』（プラスティック トゥリー トリビュート トランスペアレント ブランチズ）は、日本のロックバンド・Plastic Treeのトリビュート・アルバム。2017年9月6日発売。発売元はJVCケンウッド・ビクターエンタテインメント。

## 解説
Plastic Treeメジャーデビュー二十周年を“樹念”して製作された、初のトリビュート・アルバム。
総勢12組のアーティストによる、Plastic Treeの楽曲カバー12曲に加え、ボーナストラックとしてPlastic Treeによる「ゼロ」が収録されている。「ゼロ」は、2007年のメジャーデビュー10周年時に行われた日本武道館公演にて会場限定配布された楽曲。今回、現メンバーで新たにレコーディングされたものが収録された。
ジャケットイラストは、シングル『マイム』(2014年)、『スロウ』・『落花』(2015年)、アルバム『剥製』(2015年)のジャケットイラストデザインを担当した、アニメーション作家ユニット・劇団イヌカレーの泥犬が担当した。

## 収録曲
1. 水色ガールフレンド / PELICAN FANCLUB
  - 作詞・作曲：有村竜太朗

14thシングル。
2. プラットホーム / 氣志團
  - 作詞：有村竜太朗、作曲：ナカヤマアキラ

10thシングル『散リユク僕ラ』カップリング曲。
3. メランコリック / 清春
  - 作詞・作曲：有村竜太朗

17thシングル。
4. エンジェルダスト / People In The Box
  - 作詞：有村竜太朗、作曲：長谷川正

インディーズ1stシングル『リラの樹』カップリング曲。
5. サイレントノイズ / 相川七瀬
  - 作詞：有村竜太朗、作曲：長谷川正

38thシングル。
6. みらいいろ / 緒方恵美
  - 作詞：有村竜太朗、作曲：長谷川正

30thシングル。
7. 梟 / a crowd of rebellion
  - 作詞：有村竜太朗、作曲：有村竜太朗・長谷川正

27thシングル。
8. 空白の日 / GOOD ON THE REEL
  - 作詞・作曲：有村竜太朗

3rdアルバム『Parade』収録曲。
9. 3月5日。 / MUCC
  - 作詞：有村竜太朗、作曲：長谷川正

2ndアルバム『Puppet Show』収録曲。
10. ツメタイヒカリ / LM.C
  - 作詞：有村竜太朗、作曲：有村竜太朗・長谷川正

6thシングル。
11. Sink / R指定
  - 作詞：有村竜太朗、作曲：長谷川正

5thシングル。
12. アンドロメタモルフォーゼ / THE NOVEMBERS
  - 作詞・作曲：有村竜太朗

8thアルバム『ネガとポジ』収録曲。
13. ゼロ / Plastic Tree
  - 作詞：有村竜太朗、作曲：長谷川正

ボーナストラック。2007年9月8日に開催されたPlastic Tree日本武道館ライブ「ゼロ」会場限定配布曲。本作への収録にあたり再レコーディングが行われた。